# Beryl Penrose
Beryl Penrose Collier (Sydney, 22 de dezembro de 1930 – 20 de junho 2021) foi uma tenista australiana.

## Grand Slam finais

### Duplas (2 Títulos)
| Ano  | Campeonato               | Parceira          | Oponentes                           | Placar   |
| 1954 | Australian Open          | Mary Bevis Hawton | Julia Wipplinger Hazel Redick-Smith | 6–3, 8–6 |
| 1955 | Australian Championships | Mary Bevis Hawton | Nell Hall Hopman Gwen Thiele        | 7–5, 6–1 |

### Duplas Mistas (1 título)
| Ano  | Campeonato               | Parceiro     | Oponentes                     | Placar   |
| 1955 | Australian Championships | Neale Fraser | Mary Bevis Hawton Roy Emerson | 6–2, 6–4 |